# Milpa

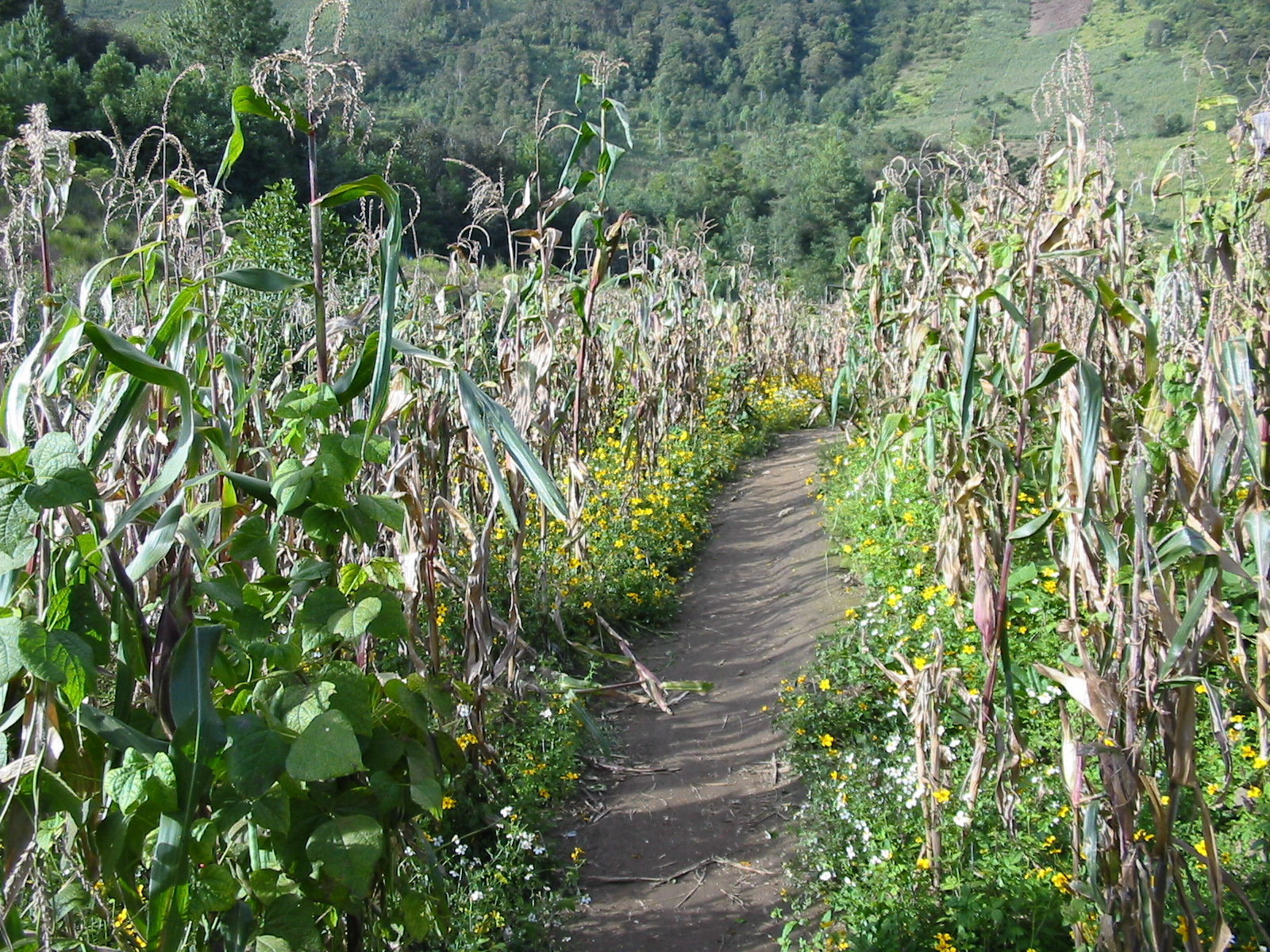
Milpa in Guatemala

La milpa è un agroecosistema di coltivazione usato in Mesoamerica. È stato ampiamente descritto come presente nella penisola dello Yucatán in Messico.

## Descrizione
Il termine milpa è di origine ispano-messicana, e significa "campo". Deriva dal nahuatl milli, campo seminato, e pan, letteralmente "quello che si semina sul campo" . Secondo le antiche tecniche agricole Maya e di altre popolazioni mesoamericane, la tecnica milpa produce principalmente mais, fagioli, e zucche, ma si allarga anche ad altre leguminose (fave) e cucurbitacee, a pomodori, peperoncini e quelites (erbe silvestri commestibili, tra cui amaranto e chenopodio).
Il ciclo milpa richiedeva 2 anni di coltivazione ed 8 anni di riposo del terreno. Gli agronomi hanno fatto notare che il sistema è progettato per creare campi relativamente grandi senza l'uso di pesticidi o fertilizzanti artificiali, e sottolineano che mentre è sostenibile ad alcuni livelli di consumo, potrebbe diventare insostenibile se portato ad un livello di intensività troppo spinto.
Il termine viene usato anche per riferirsi a piccoli campi, soprattutto in Messico o in America centrale, ritagliati dalla giungla e coltivati per poche stagioni, e poi abbandonati per permetterne il riposo.
Charles C. Mann descrisse l'agricoltura milpa nel modo seguente, nel suo 1491: New Revelations of the Americas Before Columbus:
(Charles C. Mann, 1491: New Revelations of the Americas Before Columbus)
Si può notare che il concetto di milpa è un costrutto socio-culturale piuttosto che un semplice sistema agricolo. Coinvolge interazioni complesse e relazioni tra i coloni, così come diverse relazioni con coltivazioni e terreno. Ad esempio, è stato fatto notare che "la preparazione della milpa è un atto centrale, sacro, un qualcosa che tiene unita la famiglia, la comunità, l'universo...[essa] forma il nucleo dell'istituzione della società indiana della Mesoamerica, e la sua importanza religiosa e sociale spesso sembra superare quella economica e nutrizionale".
Il nome del comune di Milpitas, in California, deriva dal termine "milpa".